# قصة ديسبيرو
قصة ديسبيرو هو فيلم مغامرة وفيلم كوميدي وفيلم عائلي، محرك حاسوبيا انتج عام 2008 ومن إخراج سام فيل وروبرت ستيفنهاجن وانتاج جراي روز واليسون توماس، مبني بالاساس على رواية الكاتبة كاتي ديكاميلو تحمل نفس الاسم.
وشارك في بطولة الفليم النجوم سيغورني ويفر، ماثيو برودريك، إيما واتسون، روبي كولترين، فرانسيس كونروي، طوني هال، كيران هايندز، داستين هوفمان، ريتشارد جينكينز، كيفين كلاين، فرانك لانجيلا، كرستوفر لويد، ويليام ميسي، مع ستانلي توكسي، وتريسي أولمان.
اصدارته يونيفرسل ستوديوز بتارخ 19 ديسمبير لعام 2008.وهو ثاني فيلم تحريك حاسوبي انتجته شركة يونيفرسل ستوديوز في ذلك الوقت. كذلك شارك كل من يونيفرسل انيميشن ستديو، وفارمستور فيوتر انيميشن، وريالتفتي ميديا بانتاج الفيلم. الفيلم تلقى القليل من النقد وحققت ايرادات الفيلم ما يقارب من 86,947,965 مليون دولار، بينما وصلت ميزانيه إلى 60 مليون دولار.

## فريق التمثيل
- ماثيو برودريك
- إيما واتسون
- روبي كولترين
- فرانسيس كونروي
- باتريكا كولين
- سام فيل  [لغات أخرى]‏
- طوني هال
- كيران هايندز
- داستين هوفمان
- ريتشارد جينكينز
- كيفين كلاين
- فرانك لانجيلا
- كرستوفر لويد
- ويليام ميسي
- برونسون بنشوت
- شارلز شاوجنسي
- ستانلي توكسي
- تريسي أولمان
- سيغورني ويفر

## روابط خارجية
- الموقع الرسمي
- قصة ديسبيرو على موقع IMDb (الإنجليزية)
- قصة ديسبيرو على موقع ميتاكريتيك (الإنجليزية)
- قصة ديسبيرو على موقع روتن توميتوز (الإنجليزية)
- قصة ديسبيرو على موقع نتفليكس (الإنجليزية)
- قصة ديسبيرو على موقع قاعدة بيانات الأفلام العربية
- قصة ديسبيرو على موقع ألو سيني (الفرنسية)
- قصة ديسبيرو على موقع Turner Classic Movies (الإنجليزية)
- قصة ديسبيرو على موقع أول موفي (الإنجليزية)
- قصة ديسبيرو على موقع بوكس أوفيس موجو (الإنجليزية)
- قصة ديسبيرو على موقع فيلمافينيتي (الإسبانية)